# الدليل (رسوم متحركة)
الدليل مسلسل رسوم متحركة أمريكي عرض لأول مره في 5 فبراير 1994 واستمر عرضه حتى 2 يناير 1999. تمت دبلجة المسلسل للغة العربية بواسطة مركز الزهرة وعرض على قناة سبيس تون.

## الممثلون
- أماني الحكيم
- رأفت بازو
- هزار الحرك
- إياس أبو غزالة
- نضال حمادي
- راميا الإبراهيم
- يحيى الكفري
- أنجي اليوسف

## روابط خارجية
- الدليل على موقع IMDb (الإنجليزية)
- الدليل على موقع ميتاكريتيك (الإنجليزية)
- الدليل على موقع روتن توميتوز (الإنجليزية)
- الدليل على موقع كينوبويسك (الروسية)
- الدليل على موقع ألو سيني (الفرنسية)
- الدليل على موقع قاعدة بيانات الفيلم (الإنجليزية)